# Atrachea variegata
Atrachea variegata là một loài bướm đêm trong họ Noctuidae.